# Ammannia elata
Ammannia elata är en fackelblomsväxtart som beskrevs av A. Fernandes. Ammannia elata ingår i släktet Ammannia och familjen fackelblomsväxter. Inga underarter finns listade i Catalogue of Life.